# Eugène Roy
Pour les articles homonymes, voir Roy.
Eugène Roy, né le 12 mars 1882 à Gelles (Puy-de-Dôme) et mort le 30 août 1938 à Rochefort-Montagne (Puy-de-Dôme), est un homme politique français.

## Biographie
Fils de petits paysans, il arrive à suivre des études et s'installe en 1907 comme médecin à Rochefort-Montagne. Il en devient maire en 1908 et conseiller général en 1913, mandat qu'il conserve jusqu'à son décès. Il est député du Puy-de-Dôme de 1928 à 1936 et sénateur de 1936 à 1938. Il s'occupe des questions de thermalisme et d'agriculture.
Un de ses arrière-grands-oncles est le poète patoisant Jean Roy (1773-1853).